# 소이에
소이에(1994년 ~ )는 대한민국의 가수다. 2020년 싱글 앨범 [나란바다]로 데뷔했다.

## 방송
- PRODUCE 101 (2016) - 발표순위 67위
- 듀엣가요제 (2017)
- 걸스 온 파이어 (2024) - 2위

## 음반
- 제30회 유재하 음악경연대회 (2019)
- 나란바다 (2020)
- 언제부터였을까 (2020)
- XNFP (feat.JUNE) (2022)
- Freaky U (2023)
- Youuuuu (feat.moim) (2023)
- 샤덩레 (2024)

## 공연
- 2022 서울국제뮤직페어(MU:CON) (2022)

## 수상
- 제30회 유재하 음악경연대회 동상 (2019)